# Reprezentacja Ukrainy w badmintonie
Reprezentacja Ukrainy w badmintonie – zespół, biorący udział w imieniu Ukrainy w meczach i sportowych imprezach międzynarodowych w badmintonie, powoływany przez selekcjonera, w którym mogą występować wyłącznie zawodnicy posiadający obywatelstwo ukraińskie. Za jej funkcjonowanie odpowiedzialny jest Ukraiński Związek Badmintona (FBU), który jest członkiem Międzynarodowej Federacji Badmintona.

## Historia
Swój pierwszy oficjalny mecz reprezentacja Ukrainy rozegrała w 1992 roku po rozpadzie ZSRR.

## Udział w turniejach międzynarodowych

### Thomas Cup(BWF)
Reprezentacja Ukrainy żadnego razu nie występowała w turnieju finałowym Thomas Cup.
- 1957-1990: była częścią ZSRR
- 1992-2018: nie zakwalifikowała się

### Uber Cup(BWF)
Dotychczas reprezentacji Ukrainy żadnego razu nie udało się awansować do finałów Uber Cup.
- 1957-1990: była częścią ZSRR
- 1992-2018: nie zakwalifikowała się

### Sudirman Cup(BWF)
Ukraina 11 razy uczestniczyła w finałach Sudirman Cup. W 2001 i 2003 zajęła najwyższe 13. miejsce.
- 1989-1991: była częścią ZSRR
- 1993: 31. miejsce
- 1995: 27. miejsce
- 1997: 23. miejsce
- 1999: 15. miejsce
- 2001: 13. miejsce
- 2003: 13. miejsce
- 2005: 16. miejsce
- 2007: 24. miejsce
- 2009: 19. miejsce
- 2011: 17. miejsce
- 2013: 22. miejsce
- 2015: nie uczestniczyła
- 2017: nie uczestniczyła

### Drużynowe mistrzostwa Europy mężczyzn (BE)
Męska drużyna Ukrainy 6 razy awansowała do finałów ME. W 2010 zdobyła czwarte miejsce.
- 2006: ćwierćfinalista
- 2008: nie zakwalifikowała się
- 2010: Wicemistrz
- 2012: ćwierćfinalista
- 2014: ćwierćfinalista
- 2016: ćwierćfinalista
- 2018: Faza grupowa

### Drużynowe mistrzostwa Europy kobiet (BE)
Drużynie kobiet z Ukrainy 4 razy udało się zakwalifikować do finałów ME. W 2012, 2014 i 2016 dotarła do ćwierćfinału.
- 2006: nie zakwalifikowała się
- 2008: nie zakwalifikowała się
- 2010: nie zakwalifikowała się
- 2012: ćwierćfinalista
- 2014: ćwierćfinalista
- 2016: ćwierćfinalista
- 2018: Faza grupowa

### Mistrzostwa Europy drużyn mieszanych w badmintonie (BE)
Ukraińska drużyna mieszana 11 razy brała udział w finałach ME. Najwyższe osiągnięcie to 6. miejsce w 1998, 2000 i 2002.
- 1972-1990: była częścią ZSRR
- 1992: nie uczestniczyła
- 1994: 14. miejsce
- 1996: 9. miejsce
- 1998: 6. miejsce
- 2000: 6. miejsce
- 2002: 6. miejsce
- 2004: 9. miejsce
- 2006: 10. miejsce
- 2008: 8. miejsce
- 2009: ćwierćfinalista
- 2011: Faza grupowa
- 2013: ćwierćfinalista
- 2015: nie uczestniczyła
- 2017: nie uczestniczyła